# 龍潭區 (台灣)
24°51′52.62″N 121°12′59.53″E / 24.8646167°N 121.2165361°E
龍潭區，舊稱「菱潭陂」，後稱「靈潭陂」、「龍潭陂」，得名自境內的龍潭大池，前身「龍潭鄉」，位於臺灣桃園市南部，桃園臺地群的東南部。全境面積約有75平方公里，人口約有12.7萬人，並以客家人為主要族群，約占全區人口數的六成左右。
龍潭區的耕地多為旱田，但由於地形與氣候的因素，使其成為良好種茶區域，其生產的東方美人茶與龍泉茶皆有知名度。而在1990年代以後隨著國道三號的通車，帶動工業的發展，促使龍潭區的主要就業結構，由原本的農業逐漸轉為工業，並陸續成立竹科龍潭園區、龍潭渴望園區、烏樹林工業區等工業園區。觀光方面，小人國、龍潭大池、龍潭聖蹟亭、永福宮為主要景點。

## 歷史

### 地名由來
龍潭區舊稱「靈潭陂」、「菱潭陂」或「龍潭陂」，三個名稱皆與境內的龍潭大池相關，「陂」字則是「池塘」一字的客家話說法。「靈潭陂」一詞由來，是因早期旱季時候，該陂仍未乾涸見底，村民相信潭裡有水神，因此向他祈雨，都能有求必應；「菱潭陂」一詞由來，是因該陂早期曾經長滿菱角，故名:36。後因居民在某日風雨交加的夜晚，發現潭中有黃龍出沒，復改名「龍潭陂」，另一說法則是「靈」字臺灣話讀音與「龍」相近，而使「靈潭」有「龍潭」之別稱。

### 明鄭時期（南明永曆15年→37年）（西元1661年－1683年）
- 永曆15年 （西元1661年） 隸屬為明朝鄭氏延平王府政權所設置的承天府天興縣。
- 永曆18年 （西元1664年） 隸屬由天興縣改制的天興州。

### 清治時期（清朝康熙23年→光緒21年）（西元1684年－1895年）
- 康熙23年 （西元1684年） 鄭氏政權投降滿清朝廷，改隸屬為清朝閩浙總督轄下之福建省臺灣府諸羅縣。
- 雍正元年 （西元1723年） 改隸屬為福建省臺灣府淡水廳。
- 乾隆9年 （西元1744年） 三坑子聚落的永福宮開始建立。
- 嘉慶17年 （西元1812年） 改隸屬為福建省臺灣府淡水廳桃澗堡。
- 道光5年 （西元1825年） 龍元宮開始建立。
- 光緒元年 （西元1875年） 改隸屬為福建省臺北府淡水縣桃澗堡；龍潭聖蹟亭創建。
- 光緒13年 （西元1887年） 改隸屬為福建臺灣省臺北府淡水縣桃澗堡。

### 日治時期（明治28年→昭和20年）（西元1895年－1945年）
- 明治28年 （西元1895年） 日本統治臺灣，設置臺灣總督府，改制為台北縣大嵙崁出張所桃澗堡龍潭庄。
- 明治30年 （西元1897年） 改制為台北縣中壢辦務署龍潭庄；龍元公學校（現今為龍潭國民小學）創立。
- 明治31年 （西元1898年） 改制為台北縣桃仔園辦務署中壢支署龍潭庄。
- 明治34年 （西元1901年） 改制為桃仔園廳中壢支廳龍潭庄。
- 明治37年 （西元1904年） 龍元公學校改名為「龍潭陂公學校」。
- 明治42年 （西元1909年） 改制為桃仔園廳大嵙崁支廳龍潭庄。
- 大正8年 （西元1919年）  正式設置龍潭庄役場。
- 大正9年 （西元1920年）  改制為新竹州大溪郡龍潭。
- 大正12年 （西元1923年）  大平紅橋落成。
- 大正13年 （西元1924年） 龍潭農業補習學校（現今為桃園市立龍潭高級中等學校）創立。
- 大正14年 （西元1925年）  設置龍潭分駐所（今龍潭派出所舊址）。
- 昭和2年 （西元1927年）  設置龍潭郵政局。
- 昭和5年 （西元1930年）  設置龍潭庄農組（農會）。
- 昭和7年 （西元1932年） 龍潭農業補習學校改名為「龍潭農業專修學校」。
- 昭和8年 （西元1933年）  設置龍潭市場。
- 昭和10年 （西元1935年）  設置三坑派出所。
- 昭和13年 （西元1937年）  設置三和派出所。
- 昭和14年 （西元1938年）  設置高平派出所。
- 昭和16年 （西元1940年）  龍潭陂公學校改名為「龍潭國民學校」。

### 民國時期（民國34年→迄今）（西元1945年－迄今）
戰後1946年2月，行政區劃改為區、鄉鎮，龍潭鄉屬新竹縣大溪區。1950年9月8日，龍潭鄉改隸桃園縣:28。2014年12月25日，配合桃園縣改制為直轄市桃園市，龍潭鄉改制為市轄區「龍潭區」。

## 地理

### 地形
龍潭大部分位在台地上，而台地的海拔的高度大約是在150公尺至230公尺之間，東南邊地勢較高，西北邊地勢較低，而龍潭位居桃園丘陵台地最南端。由於桃園台地略成扇形，以石門為起點向西北放射成數階段漸次傾斜至台灣海峽，龍潭地勢較高，地形也較複雜，大體可分為丘陵區（銅鑼灣台地及店子湖台地），及平原地區（龍潭台地）兩大部分。

### 人口
根據桃園市政府民政局及桃園市政府龍潭區戶政事務所統計，2024年底龍潭區戶數約4.9萬戶，人口約12.7萬人。隨著各項軍事設備、研究單位、工業園區、醫療院所等大型建設陸續完成，且有國道三號龍潭交流道的設置，加上桃園中壢都會區向外拓展的影響，促使龍潭區人口成長快速:156。1978年底時龍潭區人口達到5萬人，到了1998年底時已上升至10萬人:154，至2014年12月25日改制為市轄區前，曾是僅次於龜山鄉（今龜山區）的臺灣人口第二大鄉。區內人口最多與最少的里分別是中山里與三水里，2024年底兩里人口分別為8,296人與720人。

## 政治

### 歷任首長
| 任次 | 姓名   | 上任日期       | 卸任日期       | 備註                                                           |
| 1    | 鄧昱綵 | 2014年12月25日 | 2018年12月24日 | 首任市長指派，原平鎮市公所計畫室主任轉任，調任民政局兵役科科長 |
| 2    | 胡星輝 | 2018年12月25日 | 2023年2月10日  | 原中壢區公所主任秘書轉任，調任桃園市政府參議                   |
| 3    | 黃世琪 | 2023年2月10日  | 2024年12月23日 | 原桃園市龍潭區公所主任秘升任，調任民政局兵役科科長             |
| 4    | 鄧昱綵 | 2024年12月23日 | 現任           | 原民政局兵役科科長轉任，再任                                   |

### 區政組織

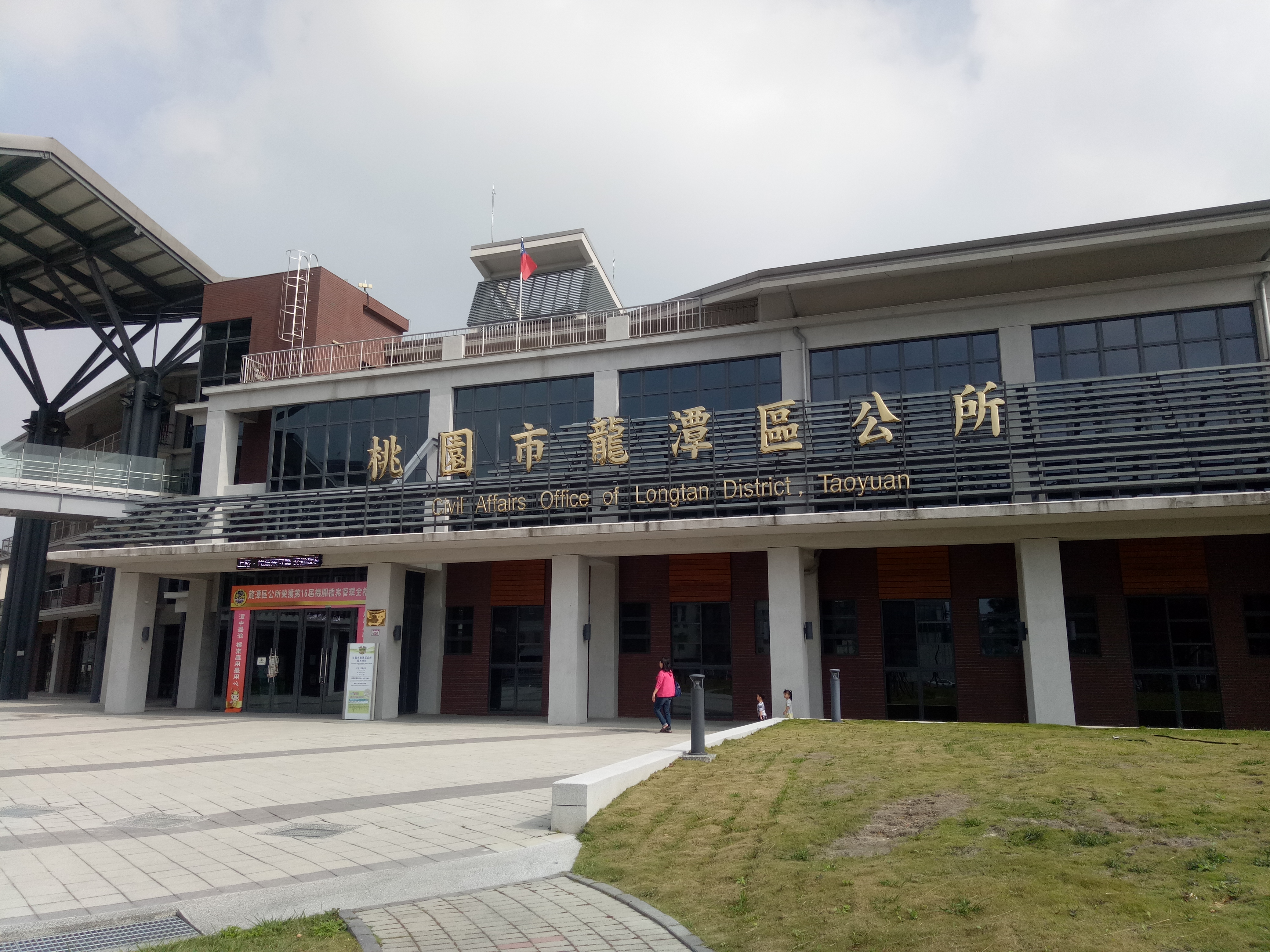
龍潭區公所

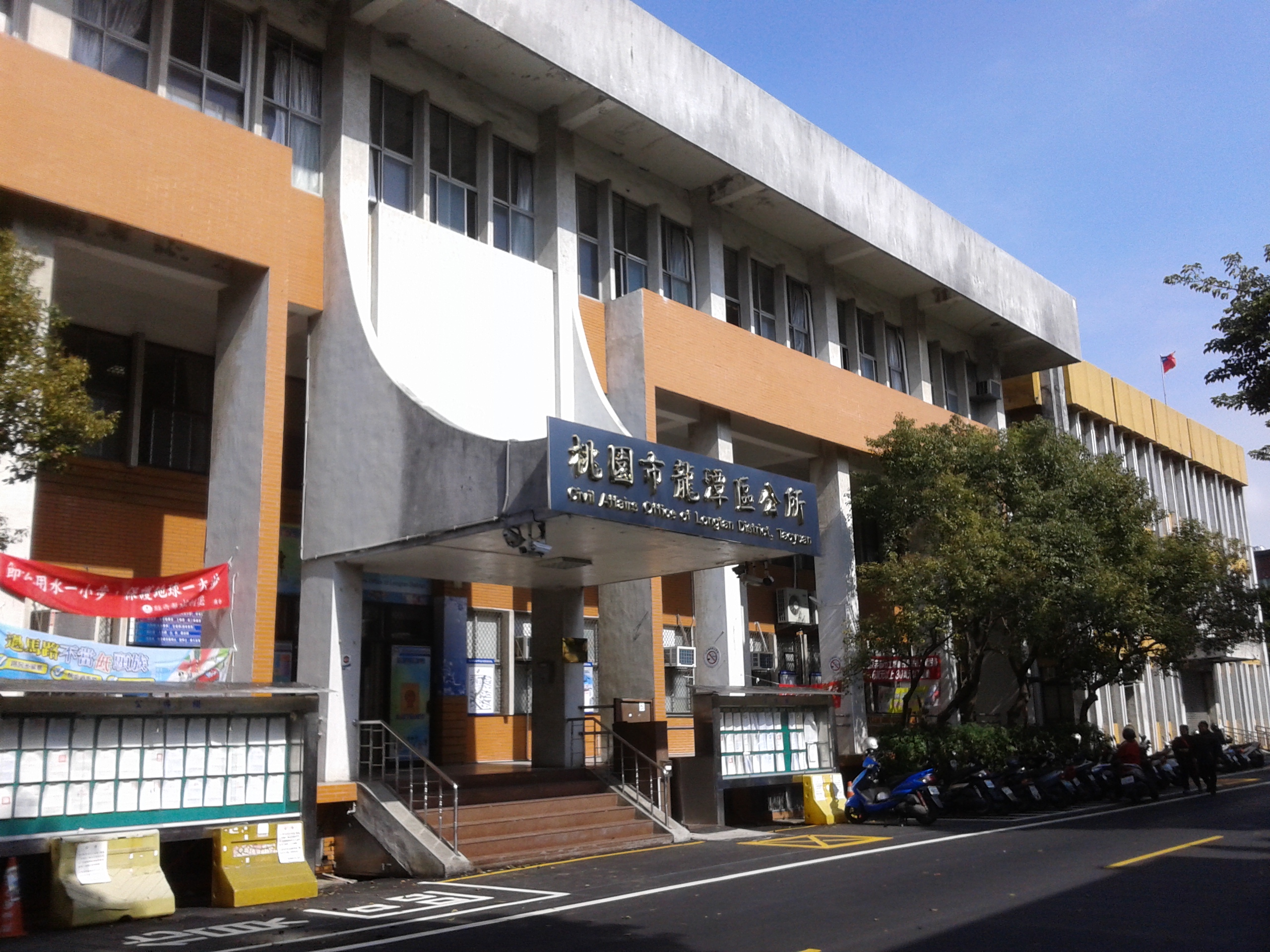
龍潭區公所舊址

龍潭行政園區

龍潭區公所是桃園市政府在龍潭區的派出機關，在中華民國政府架構中為市政府綜理區政的執行機關，上級業務監督機關為桃園市政府。区长由市長任命，其任期為無任期保障。在區長及主任秘書之下，設有5課4室等9個內部單位。龍潭區為桃園市議會第十選區，在市議會的63席市議員中，龍潭區共選出3席區域市議員（不含平地原住民與山地原住民議員）。

### 行政區
現今龍潭區行政範圍的確立，來自於1920年，日本將臺灣十二廳改為五州二廳，設龍潭庄屬新竹州大溪郡。龍潭庄轄黃泥塘、烏樹林、八張犁、竹窩仔、四方林、龍潭坡、九座寮、泉水孔、淮仔埔、三坑仔、十一份、大坪、打鐵坑、三角林、銅鑼圈、三洽水等16個大字:207－208。1946年，改為「龍潭鄉」，屬新竹縣大溪區。1949年，裁撤大溪區署，龍潭鄉改隸新竹縣中壢區。1950年，調整行政區域並裁撤區署，龍潭鄉改隸新成立的桃園縣:208。2014年12月25日，桃園縣改制為直轄市，龍潭鄉改制為市轄區「龍潭區」，隸屬桃園市。
龍潭區共轄32里900鄰，其行政區域分布情形為:76－104：
| 次分區   | 里名   | 里名   | 里名   | 里名   | 里名   | 里名     | 里名   | 里名   | 里名   | 里名   | 里名   |
| -------- | ------ | ------ | ------ | ------ | ------ | -------- | ------ | ------ | ------ | ------ | ------ |
| 龍潭陂區 | 龍潭   | 中山里 | 龍星里 | 中正里 | 黃唐里 | 烏樹林里 | 烏林里 | 龍祥里 | 百年   | 聖德里 | 八德里 |
| 龍潭陂區 | 凌雲里 | 九龍里 | 武漢里 | 北興里 | 永興里 | 中興里   | 東興里 | 上林里 | 上華里 | 祥和里 |        |
| 三坑仔區 | 三坑   | 大平里 | 佳安里 | 三林里 | 富林里 | 建林里   |        |        |        |        |        |
| 銅鑼圈區 | 高原里 | 高平里 | 三和里 | 三水   | 渴望里 |          |        |        |        |        |        |

| 龍潭區行政區劃（2005年10月1日－2018年3月1日） |
| 九龍里 北 興 里 祥和里 武漢里 中興里 東興里 黃唐里 永興里 中山里 凌雲里 三和里 三水 高原里 高平里 三林里 富林里 建林里 大平里 三坑 佳 安 里 上 林 里 上華里 中正里 龍潭 龍星里 烏 樹 林 里 烏 林 里 百年 龍祥里 八德里 聖 德 里 |

### 政府行政機關
所有鄉鎮市區皆設立的機關如鄉鎮市區公所、衛生所、派出所、村里辦公室等不列入。以下為龍潭區境內之政府行政機關
- 國防部陸軍司令部
- 法務部矯正署桃園女子監獄
- 國家中山科學研究院
- 國家原子能科技研究院
- 經濟部水利署北區水資源分署
- 內政部警政署國道公路警察局第六警察隊
- 桃園市政府警察局龍潭分局
- 桃園市政府消防局第四大隊
- 桃園市客家文化館
- 桃園市政府客家事務局
- 台灣電力公司龍潭服務所

### 警政治安
- 桃園市政府警察局龍潭分局
  - 龍潭派出所
  - 中興派出所
  - 聖亭派出所
  - 石門派出所
  - 高平派出所
  - 三和派出所

## 經濟
龍潭在國家中山科學研究院、核能研究所以及新竹科學工業園區龍潭基地設置，加上美國蘋果電子、宏碁龍潭渴望園區、台灣積體電路、友達光電等科技大廠進駐，素有「桃園矽谷」稱號。

### 商圈概況
- 區心商圈：以北龍路及中正路的交叉路口為主要發展核心，各大連鎖業及國道客運皆在此設立，商業活動最為繁榮。
- 廟口商圈：大廟龍元宮周邊範圍，以龍元路、東龍路所構成之廟口美食小吃。
- 中興商圈：龍潭行政單位的所在地，以中興路及武漢路鄰近國軍桃園總醫院。
- 文化路-石門活魚街：龍潭的特色美食「石門活魚」為主要賣點，因此此商圈又有「活魚街」的稱號。

#### 知名連鎖企業
目前已進駐龍潭市區之連鎖企業如下（統計至2025年8月）：
- 連鎖超商：7-11-38間、全家-18間、萊爾富-26間、OK-5間、美廉社-6間、蝦皮店到店-9間
- 百貨超市：特力屋、無印良品、POYA寶雅、J-MART佳瑪、思夢樂、全聯福利中心-5間、振宇五金百貨
- 醫美藥妝：屈臣氏-2間、康是美、長庚生技、丁丁藥局、杏一醫療、維康醫療-3間、大樹藥局-2間
- 家電 3C：全國電子-2間、燦坤3C-2間、三井電子3C、大同3C
- 速食餐飲：麥當勞-2間、肯德基、漢堡王、摩斯漢堡、起家雞-韓式炸雞、SUBWAY
- 牛排披薩：西堤牛排、貴族世家牛排、必勝客-2間、達美樂、拿坡里
- 輕食美饌：すき家牛丼-SUKIYA、吉野家、鬍鬚張魯肉飯、爭鮮迴轉壽司、五花馬水餃、豬對有韓式燒肉、小木屋鬆餅、梁社漢排骨、粥大福、四海遊龍、八方雲集-3間、妙觀音素食
- 鍋物饗宴：石二鍋、築間鍋物、享享鍋物、錢都涮涮鍋、養鍋涮涮鍋、六扇門涮涮鍋、鍋神涮涮鍋、超有肉涮涮屋
- 咖啡飲品：Starbucks星巴克-2間、85度C-3間、路易莎咖啡-3間、黑沃咖啡、玉津咖啡、得正tea、麻古茶坊、珍煮丹、COMEBUY、50嵐-2間、五桐號、上宇林、龜記茗品、鮮茶道、茶湯會、迷客夏、大苑子、Tea's原味-3間、可不可紅茶、清心福全-6間、COCO都可-6間、清原、1955阿義、鮮Q茶飲、TEA TOP第一味、拾汣茶屋、大茗本位製茶堂
- 流行服飾：EDWIN、Giordano、NET、HONOR、GINKOO、克萊亞、奇威名品、Le Coq Sportif法國公雞
- 婦幼名鞋：La New、摩曼頓、adidas、卡多摩嬰童館、全家福鞋品、華歌爾、黛安芬
- 流行眼鏡：大學眼科/大學眼鏡、小林眼鏡、得恩堂眼鏡、寶島眼鏡、寶島鐘錶、仁愛眼鏡、大倉酷眼鏡
- 傢俱寵物：櫻花廚藝生活館、愛菲爾系統傢俱、藍世界水族寵物
- 旅遊住宿：福華大飯店-石門別館、名人堂花園大飯店、悅華大酒店、渴望會館
- 手機通信：中華電信-2間、神腦國際、遠傳電信-3間、台灣大哥大-3間
- 知識教育：101文具天堂、金玉堂文具、志光公職
- 汽車保養：TOYOTA、NISSAN、Mitsubishi Motors、福特Ford

#### 金融產業
除中華郵政外，目前進駐龍潭的金融產業包括：
- 銀行
  - 台灣銀行龍潭分行：龍潭區東龍路142號
  - 台灣企銀龍潭分行：龍潭區龍元路64號
  - 台新國際商業銀行龍潭分行：龍潭區中正路176號
  - 合作金庫銀行龍潭分行：龍潭區中正路221號
  - 聯邦商業銀行龍潭分行：龍潭區中正路245號
  - 安泰商業銀行龍潭分行：龍潭區中正路217號
  - 第一商業銀行龍潭分行：龍潭區中正路80號
  - 土地銀行石門分行：龍潭區北龍路49號
  - 渣打國際商業銀行龍潭分行：龍潭區東龍路390號
  - 華南商業銀行龍潭分行：龍潭區中正路8號
  - 彰化商業銀行龍潭分行：龍潭區中正路240之3號

- 證券
  - 高橋證券龍潭分公司：龍潭區龍華路132號
  - 元大證券龍潭分公司：龍潭區神龍路39號

## 教育

### 桃園市立圖書館龍潭分館

桃園市立圖書館龍潭分館

2018年11月，位於龍潭區行政園區的龍潭分館暨鄧雨賢台灣音樂紀念館營運啟用，由圖書館及展覽中心組成，是目前桃園圖書分館群中最大的一所。

### 大專院校
- 新生醫護管理專科學校

### 高級中等學校
- 桃園市立龍潭高級中等學校
- 私立路亞國際高級中學
- 私立方曙高級商工職業學校

### 國民中學
- 桃園市立龍潭國民中學
- 桃園市立武漢國民中學
- 桃園市立石門國民中學
- 桃園市立凌雲國民中學
- 桃園市民營諾瓦國民中小學暨幼兒園

### 國民小學
- 桃園市龍潭區龍潭國民小學
- 桃園市龍潭區三和國民小學
- 桃園市龍潭區石門國民小學
- 桃園市龍潭區高原國民小學
- 桃園市龍潭區德龍國民小學
- 桃園市龍潭區雙龍國民小學
- 桃園市龍潭區三坑國民小學
- 桃園市龍潭區武漢國民小學
- 桃園市龍潭區潛龍國民小學
- 桃園市龍潭區龍星國民小學
- 桃園市龍潭區龍源國民小學
- 桃園市龍潭區私立福祿貝爾國民小學

## 醫療體系
| 名稱           | 醫療劃分 | 地址                    | 電話         |
| -------------- | -------- | ----------------------- | ------------ |
| 國軍桃園總醫院 | 區域醫院 | 桃園市龍潭區中興路168號 | (03)479-9595 |
| 龍潭敏盛醫院   | 地區醫院 | 桃園市龍潭區中豐路168號 | (03)479-4151 |

## 交通

### 國道
- 國道三號（福爾摩沙高速公路）
  - 68 龍潭 龍潭交流道
  - 73 高原 高原交流道

### 省道
- 台3線：大溪－龍潭－新竹關西
- 台3乙線
- 台4線：八德－大溪－龍潭

### 市道
- 市道113號：大園後厝-龍潭十一份
- 市道113甲號：中壢龍岡地下道-龍潭北龍路
- 市道113乙號：龍潭北龍路-龍潭中正路

### 區道
- 桃20線：監橋－三元宮
- 桃21線：六福村－高原
- 桃65線：半路店－打鐵坑
- 桃66線：半路店－三角林
  - 桃66-1線：風櫃口－龍潭
- 桃67線：楊梅－高種山
- 桃68線：高原－高平
- 桃73線：埔心－三角林
  - 桃73-1線：凌雲岡－竹窩子

### 國道客運
- 國光客運龍潭站：1820（台北－龍潭－竹東）、1821（台北－龍潭－員樹林－竹東）、1851（板橋－龍潭－台中水湳）、1852（板橋－龍潭－台中朝馬）
- 亞聯客運龍潭站：1728（台北－龍潭－新竹）
- 台聯客運龍潭站：5350（台北－龍潭－六福村）
- 統聯客運/指南客運聯營龍潭站：709（平鎮－龍潭－土城永寧捷運站）、709A（龍潭中正路－土城永寧捷運站）、1667（台北－龍潭－台中朝馬）
- 桃園客運龍潭站：712（龍潭－九龍村－員樹林－大溪交流道－土城永寧捷運站）、712A（龍潭－十一份－員樹林－大溪交流道－土城永寧捷運站）

### 公路客運、公車
- 桃園客運
  - 212：龍潭－九龍村－大溪
  - 503臺灣好行石門水庫線(假日行駛)：中壢－石門水庫
  - 5044： 桃園－十一份－龍潭
  - 5048： 龍潭－石門水庫（經十一份）
  - 5049： 龍潭－逸園（經三角林）
  - 5050： 中壢－員樹林－石門水庫
  - 5051： 龍潭－大坪
  - 5053： 桃園－九龍村－龍潭
  - 5055： 中壢－山仔頂－石門水庫
  - 5056： 桃園－崎頂－石門水庫

- 桃園客運、中壢客運
  - 701：龍潭－中壢－林口長庚醫院

- 亞通客運
  - 5616：中壢－山子頂－龍潭
  - 5617：中壢－山子頂－龍潭－關西
  - 5645：中壢－獅子林－東勢－平東橋－金雞湖－黃泥塘
  - 5646：中壢－獅子林－東勢－隘寮頂－黃泥塘－龍潭
  - 5647：龍潭－埔心
  - 5648：龍潭－埔心－楊梅
  - 5649：龍潭－埔心－楊梅－新屋
  - 5653：中壢－山子頂－龍潭－車頭－小人國－六福村
  - 5671：中壢－山子頂－龍潭－黃泥塘－804醫院
  - 5672：中壢－獅子林－東勢－平東橋－金雞湖－黃泥塘－804醫院

- 捷乘客運
  - 5640：龍潭－三水－四座屋－新埔

### 自行車租賃系統
- 桃園市公共自行車租賃系統至2025年9月，在龍潭區設有27站：
  - 龍潭大池(龍元路)
  - 龍潭運動公園(北龍路)
  - 龍潭行政園區
  - 國軍桃園總醫院
  - 桃園客家文化館
  - 百年大鎮
  - 龍潭衛生所
  - 中正光明路口
  - 中科院一號門
  - 中科院石園一村
  - 中科院石園二村
  - 中科院石園三村
  - 龍潭婦幼館
  - 三坑自然生態公園
  - 龍潭日出公園
  - 十一份文化園區
  - 龍潭體育綜合園區
  - 綠杉林公園
  - 民治十八街口
  - 大順路金龍路347巷口
  - 武中路中興路336巷口
  - 渴望一二路口
  - 大平山公園
  - 臺灣客家茶文化館
  - 渴望社區(三期)
  - 龍潭高中
  - 雙龍國小

### 未來

#### 快速公路
台65線快速公路延龍潭區

## 觀光旅遊

### 當地特色慶典
- 龍潭歸鄉文化季-市長盃龍舟錦標賽/花火之夜

### 古蹟與歷史建築
- 大平紅橋
- 龍潭武德殿

龍潭聖蹟亭

- 龍潭聖蹟亭：1985年時被內政部指定為國家三級古蹟，且是臺灣規模最大的惜字塔

### 特色建築

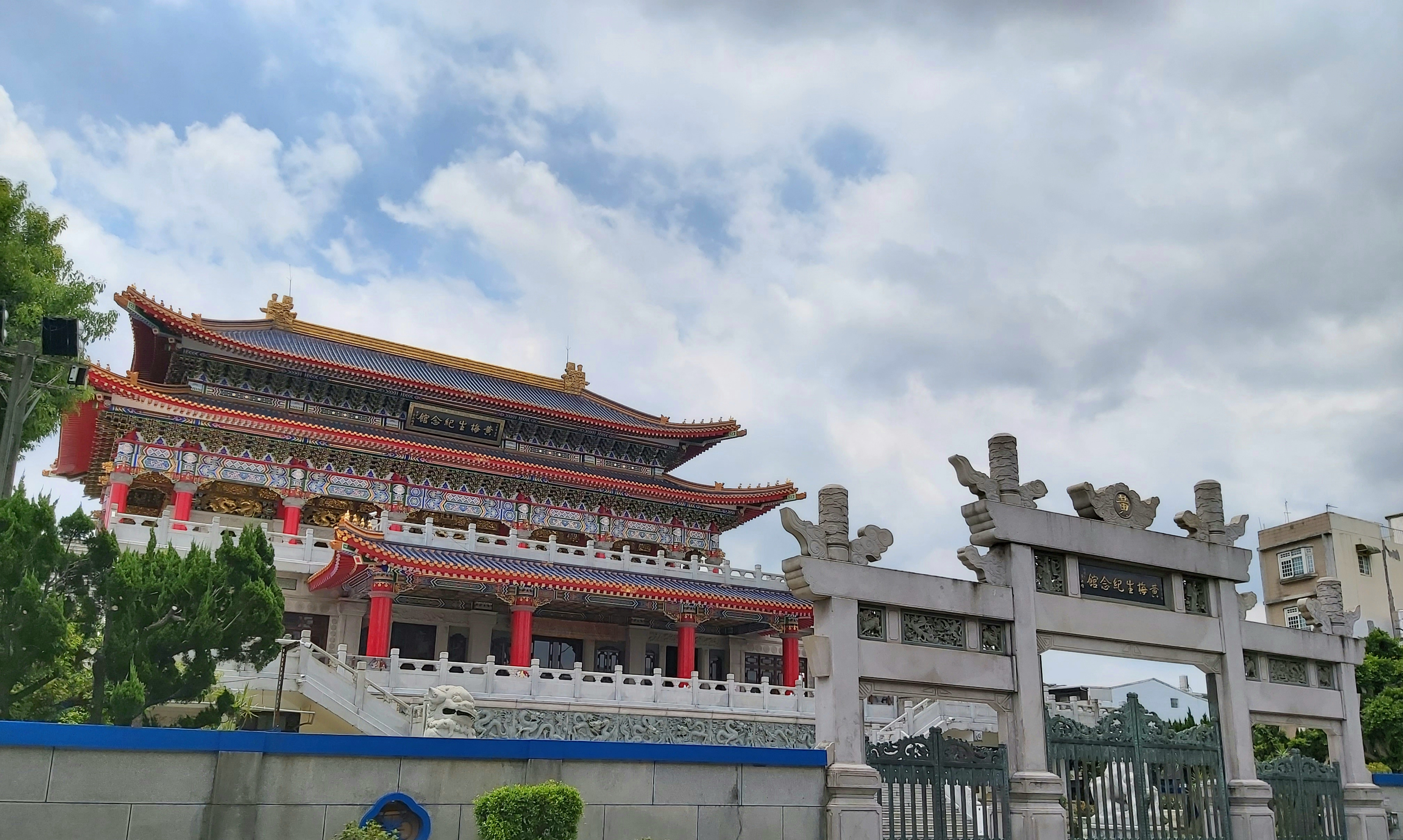
黃梅生紀念館

- 葉山樓
- 黃梅生紀念館

### 自行車道
龍潭六條自行車步道，不同路線各有不同的宜人景緻，其中一條是橫跨龍潭與大溪的三坑月眉線（龍潭三坑至大溪橋），另外還包括市中心的龍潭大池線、三坑地區的石門三坑線，以及高原線、三林線、石門水庫線。
- 龍潭大池線
- 石門三坑線
- 三坑月眉線
- 高原線
- 三林線
- 石門水庫線

### 旅遊景點安排

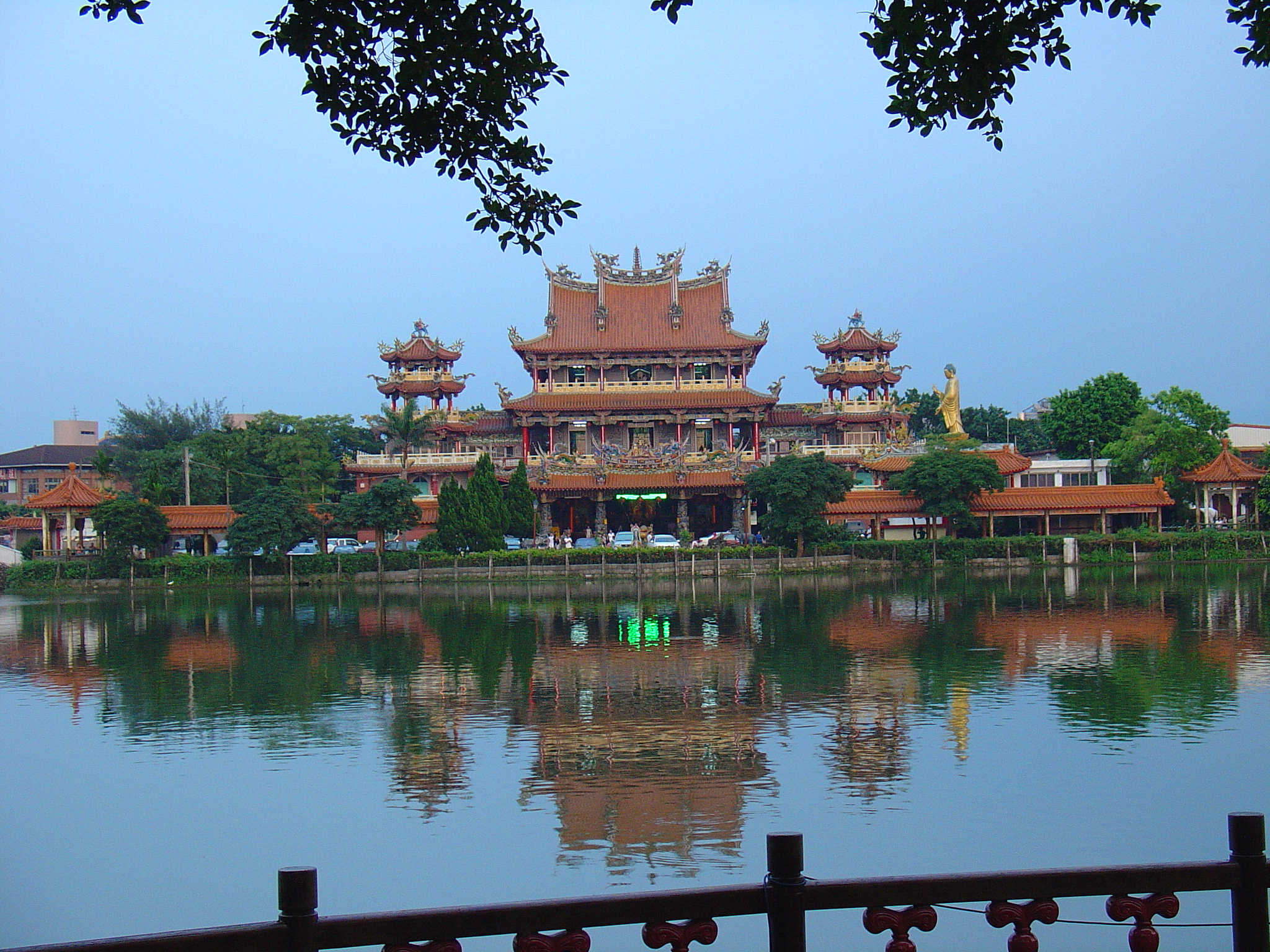
龍潭南天宮

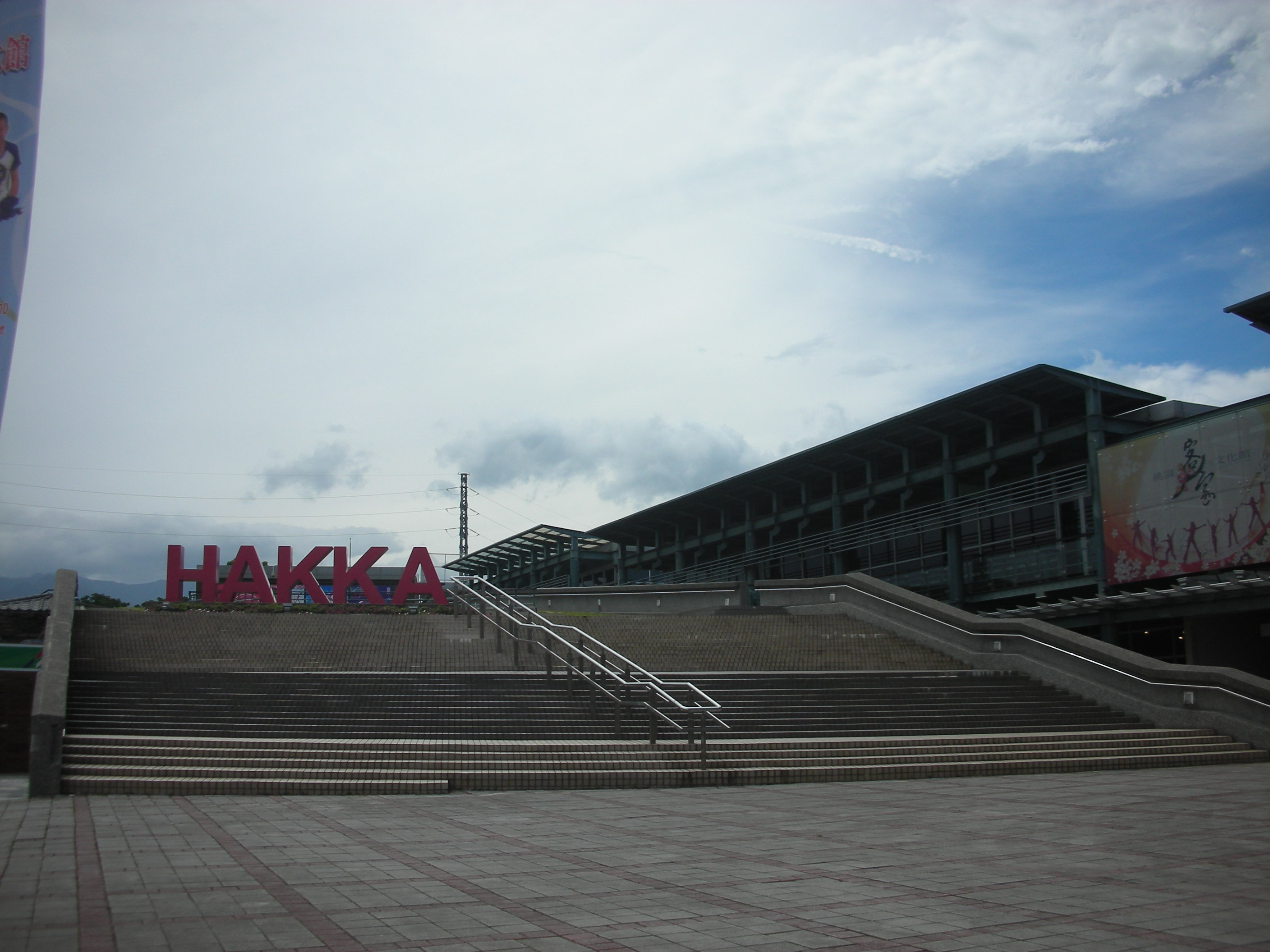
桃園市客家文化館

三坑老街

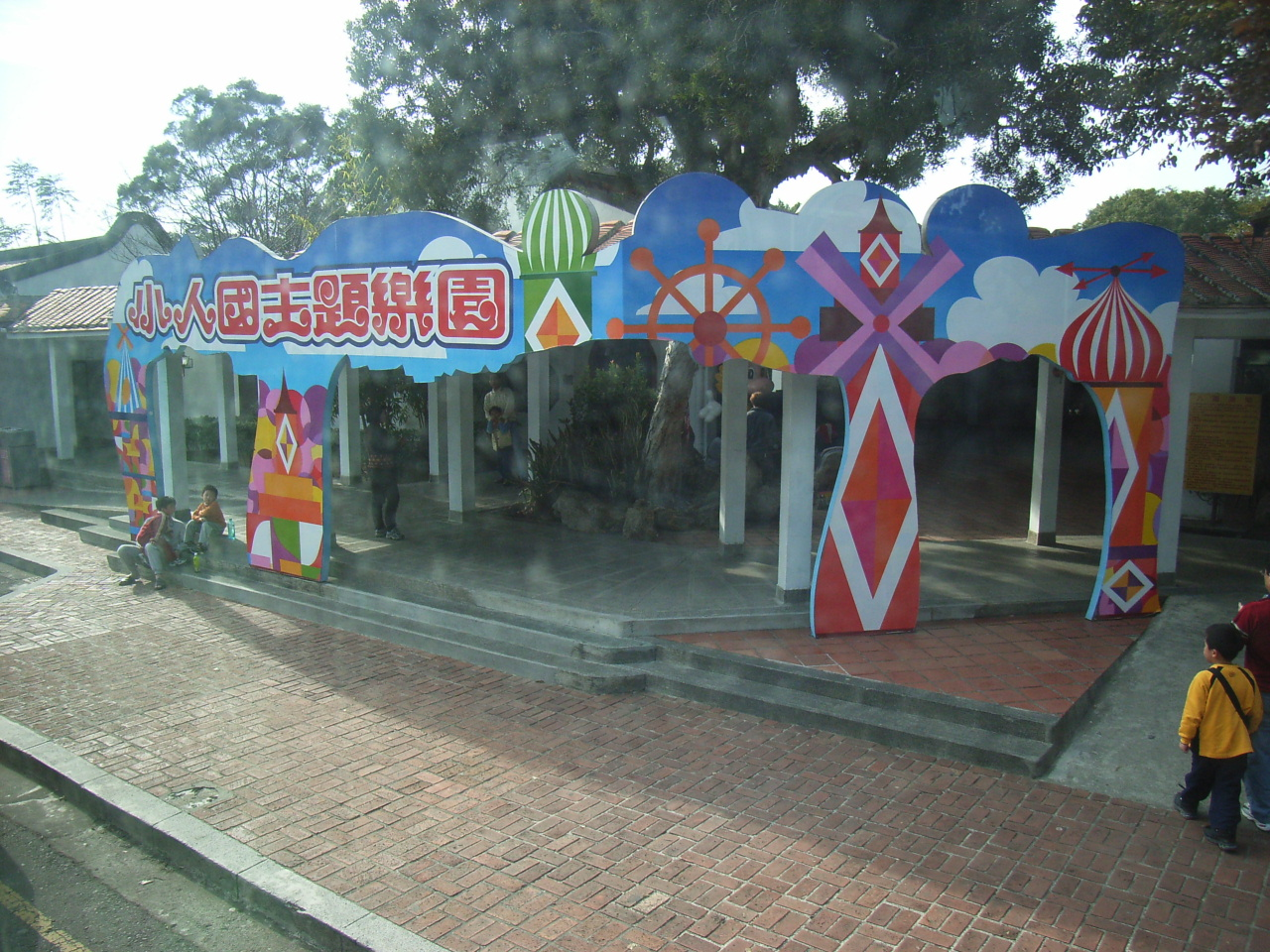
小人國主題樂園

- 龍潭觀光大池>龍潭南天宮>龍潭聖蹟亭（市定三級古蹟）>七十三公忠義廟
- 石門水庫>石門活魚街>石門茶亭>石門山

- 桃園市客家文化館>石門大草坪>三坑老街>龍潭永福宮-大平紅橋（台灣百大古蹟）>三坑自然生態親水公園
- 龍潭龍元宮
- 小人國主題樂園

### 宗教寺廟
- 龍潭龍元宮
- 龍潭永福宮
- 龍潭南天宮
- 七十三公忠義廟

### 體育

龍潭運動公園

- 龍潭運動公園
- 龍潭體育園區

## 特色美食
- 石門活魚

龍潭十一份的佳安西路可說是石門活魚的發跡地，其帶動鄰近業者相繼投入，因而形成所謂的老活魚街。現今的新活魚街範圍由石門國小至石管局的文化路路段，吃法也從創始的活魚三吃到現在的二十四吃，甚至三十六吃，吃法比早期更為豐富多元，就連老街上店家大多也轉移此地，目前大約有20餘家活魚餐廳在此聚集，是來龍潭石門地區不可錯過的一種特色美食。 
- 花生軟糖

龍潭早期除了種植茶樹外，也兼做加工產業貼補家用，花生糖就是當時最重要的加工產業，經不斷試驗及改良，創造出了聞名全台的花生軟糖，為龍潭最具知名伴手禮。
- 龍泉椪風茶
- 龍泉茶
- 龍泉米

## 外部連結
- 龍潭區公所 （页面存档备份，存于）
- 龍潭區公所的Facebook專頁
- YouTube上的龍潭區公所頻道